# Assedio di Lagosta
L'assedio di Lagosta avvenne nell'anno 1000 e fu promosso dal doge Pietro II Orseolo nella Dalmazia meridionale. L'assedio fu vinto dalla Repubblica di Venezia che mantenne il controllo dell'isola e del Mare Adriatico.

## Premessa
Nell'anno 997 morì il re croato Stjepan Držislav, alleato dell'Impero bizantino, che governò negli ultimi tre decenni del X secolo e fu riconosciuto dall'imperatore come re di Croazia e Dalmazia. Gli succedette suo figlio maggiore Svetoslavo Surongna, il quale continuò la politica filo-bizantina. Durante il suo regno i figli minori Krešimir e Gojslav, d'accordo con l'imperatore bulgaro Samuele, riuscirono a prendere il potere con un colpo di stato. Svetoslav Suronja fuggì nell'anno 1000 e si rifugiò a Venezia.
Nello stesso periodo il doge Pietro II Orseolo voleva stroncare gli atti di pirateria nell'Adriatico e armò la flotta veneziana per una spedizione con lo scopo di prendere il controllo delle città dalmate che facevano parte dell'Impero bizantino e per sconfiggere i pirati Narentani che attaccavano i convogli veneziani. Giunti in Dalmazia tutte le città accolsero in pace la flotta veneziana con l'eccezione dell'isola di Lagosta, quartier generale dei Narentani, che, invece, oppose resistenza.

## Assedio

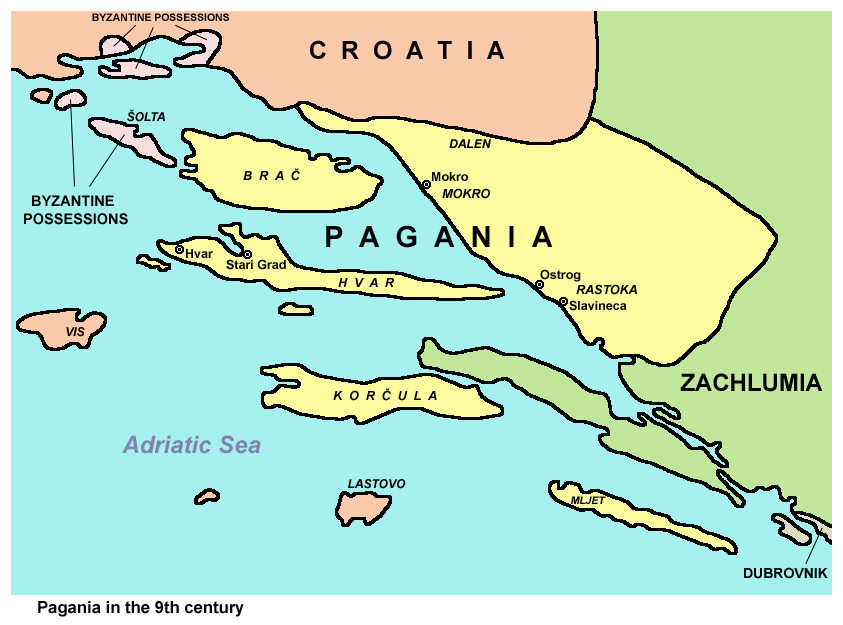
Prima dell'assedio, l'isola di Lagosta faceva parte del thema della Dalmazia, ceduta dall'impero bizantino al Regno di Croazia.

La data esatta dell'assedio di Lagosta non è nota. Secondo Giovanni Diacono, cronista di Orseolo, il doge partecipò alla Santa Messa nel giorno dell'Ascensione (il 9 maggio 1000) a Venezia dopodiché salpò con la sua flotta verso Grado per visitare il patriarca e l'11 maggio si diresse verso sud.
La flotta fece tappe nelle città della costa dalmata. Le città di Grado, Pola, Cherso, Veglia, Zara,  giurarono fedeltà alla Serenissima. Quando la flotta raggiunse Lagosta gli abitanti della città risposero subito in maniera ostile. Il Doge Orseolo ordinò  loro di arrendersi ma essi rifiutarono. Di conseguenza iniziò l'assedio della città.
I Veneziani riuscirono ad entrare nella città e a prenderne possesso. Il doge risparmiò la vita ai superstiti, ma diede l'ordine ai suoi soldati di distruggere le mura difensive e di incendiare la città. La città fu rasa al suolo.

## Conseguenze
Pietro II Orseolo si diresse poi con la sua flotta verso Spalato, Curzola e Ragusa, le quali dimostrarono lealtà alla Repubblica, successivamente ritornò a Venezia. In seguito a tale spedizione poté giovarsi del titolo di Dux Dalmatianorum (duca dei dalmati).
Per i decenni successivi, l'isola di Lagosta rimase un possedimento veneziano anche se ritornò e rimase sotto il dominio croato durante il regno del re Stjepan I (dal 1030 al 1058) e dei suoi successori. Nel 1252 gli abitanti di Lagosta decisero di unirsi alla Repubblica di Ragusa.